# Pheidole variabilis
Pheidole variabilis är en myrart som beskrevs av Mayr 1876. Pheidole variabilis ingår i släktet Pheidole och familjen myror.

## Underarter
Arten delas in i följande underarter:
- P. v. aliena
- P. v. croceithorax
- P. v. latigena
- P. v. mediofusca
- P. v. ocyma
- P. v. parvispina
- P. v. praedo
- P. v. redunca
- P. v. rugocciput
- P. v. rugosula
- P. v. variabilis